# Pickles
Pickles (asi 1962 – 1967) byl pes, černobílý kříženec kolie, který patřil lodníkovi z Londýna Davidu Corbettovi. Proslavil se v březnu 1966 jako nálezce Zlaté Niké, trofeje pro vítěze mistrovství světa ve fotbale.
Před mistrovstvím světa v Anglii byla Zlatá Niké vystavena v londýnské Methodist Central Hall v rámci veletrhu známek Stampex. V neděli 20. března 1966 The Football Association oznámila, že soška byla z výstavy ukradena. Následné vyšetřování Scotland Yardu přineslo dopadení Edwarda Betchleyho, který zavolal předsedovi asociace Joe Mearsovi a žádal za pohár výkupné ve výši patnáct tisíc liber šterlinků. Betchley u výslechu uvedl, že je jenom prostředník a ukradenou Zlatou Niké má člověk, který vystupuje pod přezdívkou The Pole. Byl odsouzen ke dvouletému trestu odnětí svobody, skutečného zloděje se však vypátrat nepodařilo.
V neděli 27. března 1966 objevil Pickles na procházce se svým pánem po londýnském předměstí Upper Norwood v živém plotu ukrytý balík v novinovém papíře, který skrýval hledanou Zlatou Niké. Corbett poté odevzdal nález na místní policejní stanici. Pickles byl bouřlivě oslavován, obdržel titul Psa roku, byl pozván do televizní show Blue Peter i na recepci pro anglické fotbalisty poté, co domácí šampionát vyhráli, firma Spillers mu věnovala psí žrádlo zdarma po dobu jednoho roku. Zahrál si také sám sebe ve filmu The Spy with a Cold Nose, špionážní parodii s Ericem Sykesem a Daliah Laviovou v hlavních rolích, která byla nominována na Zlatý Glóbus. David Corbett byl pro svůj nepravděpodobný nález podezříván ze spoluúčasti na krádeži, nakonec ale obdržel odměnu ve výši téměř pěti tisíc liber, za kterou si koupil dům ve vesnici Lingfield. Zde Pickles roku 1967 zahynul, když se uškrtil na vlastním obojku při pronásledování kočky.
V roce 1970 získali Brazilci jako trojnásobní mistři světa Zlatou Niké trvale do svého vlastnictví. V prosinci 1983 byla soška ze sídla Brazilské fotbalové konfederace znovu ukradena a už se ji nepodařilo najít, pravděpodobně byla roztavena.      
V roce 2006 byl volně podle Picklesova příběhu natočen hraný film Pickles: The Dog Who Won the World Cup (režie Gavin Millar).